# Artyficjalizm
Artyficjalizm – przekonanie charakterystyczne dla myślenia wczesnodziecięcego polegające na tym, że według dziecka wszystko na świecie łącznie z naturalnymi bytami i zdarzeniami jest wykonane lub wykonywane przez kogoś. Według tej teorii, dzieci pytane o pochodzenie rzeczy, opisują je przede wszystkim przez określenie wykonawcy i/lub czynności wytwarzającej rzeczy. Dzieci wyjaśniają świat intuicyjnie i uważają, że „świat jest produktem człowieka”.
Wychodzenie z fazy artyficjalizmu wiąże się z uświadamianiem sobie przez dziecko, skąd pochodzą rzeczy (około 7–10 roku życia).
Teoria artyficjalizmu wiąże się z animizmem, rozumianym jako przypisywanie świadomości wszystkiemu, co przejawia jakąś aktywność (np. natura, zjawiska atmosferyczne itd.).
Przykłady artyficjalizmu:
- – Skąd jest wiatr? – Ponieważ człowiek dmucha.
- – Dlaczego niebo jest niebieskie? – Bo zostało pomalowane.